# L'Aquila Rugby 2013-2014
Nella stagione 2013-2014 L'Aquila Rugby disputò il campionato di Serie A nel girone A, e malgrado i pesanti problemi economici, si classificò prima con 17 vittorie, 4 pareggi e una sola sconfitta, a Parma contro l'Accademia FIR. Vinse a tavolino la semifinale dei playoff promozione contro il Badia esclusa perché non era in regola con i criteri di obbligatorietà avendo, durante la stagione, ritirato la squadra under 18. Nella finale di Parma vinse per 28 – 18 contro il Piacenza ottenendo così la promozione nel campionato di Eccellenza.

## Stagione regolare
| Incontro                  | Andata | Ritorno |
| ------------------------- | ------ | ------- |
| L'Aquila - Firenze 1931   | 27-10  | 34-5    |
| CUS Verona - L'Aquila     | 24-24  | 17-23   |
| L'Aquila - Rubano         | 36-6   | 19-14   |
| Romagna - L'Aquila        | 11-40  | 20-45   |
| L'Aquila - Pro Recco      | 19-14  | 19-19   |
| Udine - L'Aquila          | 13-34  | 9-21    |
| L'Aquila - Brescia        | 34-19  | 22-14   |
| Valpolicella - L'Aquila   | 9-9    | 25-26   |
| L'Aquila - Accademia FIR  | 39-6   | 35-37   |
| L'Aquila — Colorno        | 20-13  | 17-17   |
| Lyons Piacenza - L'Aquila | 12-35  | 13-33   |

### Risultati della stagione regolare
| Posizione | G  | V  | N | P | PF  | PS  | DP  | B  | Pt |
| --------- | -- | -- | - | - | --- | --- | --- | -- | -- |
| 1ª        | 22 | 17 | 4 | 1 | 611 | 327 | 284 | 12 | 88 |

## Finale
| Arbitro: | Elia Rizzo (Ferrara) |

|                                               |      |                              |
| 30’, 47’ Santillo 60’ Ceccarelli 78’ Bonifazi | mt   | 55’ Buondonno 75’ Parmigiani |
| 30’, 47’ Biasuzzi 60’, 78’ Matzeu             | tr   | 75’ Barraud                  |
|                                               | c.p. | 3’, 12’ Barraud              |